# Мюмлісвіль-Рамісвіль
Мюмлісвіль-Рамісвіль (нім. Mümliswil-Ramiswil) — громада  в Швейцарії в кантоні Золотурн, округ Таль.

## Географія
Громада розташована на відстані близько 50 км на північний схід від Берна, 20 км на північний схід від Золотурна.
Мюмлісвіль-Рамісвіль має площу 35,5 км², з яких на 4,2% дозволяється будівництво (житлове та будівництво доріг), 50,5% використовуються в сільськогосподарських цілях, 45,1% зайнято лісами, 0,2% не є продуктивними (річки, льодовики або гори).

## Демографія
2019 року в громаді мешкало 2404 особи (-4,3% порівняно з 2010 роком), іноземців було 9,9%. Густота населення становила 68 осіб/км².
За віковим діапазоном населення розподілялося таким чином: 18,2% — особи молодші 20 років, 61,1% — особи у віці 20—64 років, 20,8% — особи у віці 65 років та старші. Було 1063 помешкань (у середньому 2,2 особи в помешканні).
Із загальної кількості 794 працюючих 192 було зайнятих в первинному секторі, 231 — в обробній промисловості, 371 — в галузі послуг.